# Enok Daniel Bærentsen
Enok Daniel Bærentsen, född 3 januari 1831 i Sandur, Färöarna, död 19 augusti 1900. Enok var en handelsman, tidningsredaktör och politiskt verksam. Han var en av medlemmarna i Julmötet 1888.
Enok var far till Christian Bærentsen.
- 1859-1867 - Lagtingsledamot
- 1872-1881 - Lagtingsledamot
- 1893-1900 - Lagtingsledamot
- 1894-1900 - Tidningsredaktör för Dimmalætting